# لعبة الكذاب
لعبة الكذاب هي سلسلة مانغا يابانية من كتابة شينوبو كايتاني،تم نشرها لأول مرة في مجلة يونغ جمب الأسبوعية من فبراير 2005 حتى يناير 2015.